# Milan Associazione Calcio 1990-1991
Questa voce raccoglie le informazioni riguardanti il Milan Associazione Calcio nelle competizioni ufficiali della stagione 1990-1991.

## Stagione

Marco van Basten (a destra), miglior marcatore rossonero della stagione, alle prese con il sampdoriano Moreno Mannini nella sfida di San Siro del 28 ottobre 1990.

Il mercato estivo porta in rossonero Angelo Carbone e il portiere Sebastiano Rossi mentre partono Giovanni Galli e Angelo Colombo. In questa stagione arrivano la seconda Supercoppa UEFA, questa volta a spese della Sampdoria (1-1 a Genova nella gara di andata firmato Mychajlyčenko ed Evani e 2-0 al ritorno a Bologna firmato Gullit e Rijkaard) e la terza Coppa Intercontinentale (3-0 ai paraguaiani dell'Olimpia Asunción superati a Tokyo grazie a una doppietta di Rijkaard e a un gol di Stroppa). Con la vittoria in Giappone il Milan diventa il club europeo più vincente in questa competizione, eguagliando il record assoluto di successi detenuto dalle sudamericane Peñarol e Nacional.
In campionato i rossoneri si portano subito in testa alla classifica con 3 vittorie nelle prime 3 giornate e vi rimangono fino al 28 ottobre 1990, quando la Sampdoria batte il Milan a San Siro e lo supera in classifica. Per il resto del torneo il Milan rimane nelle prime posizioni in classifica chiudendo secondo a pari punti con l'Inter (terza per peggiore differenza reti, +25 contro +27 dei rossoneri) e alle spalle della Sampdoria Campione d'Italia. In questa stagione il bilancio dei derby è di una vittoria e una sconfitta, mentre la Juventus viene battuta in entrambi i match. Alla 32ª giornata i rossoneri si concedono anche una goleada contro il Bologna (6-0).

Franco Baresi, Ruud Gullit, Massimo Agostini e Angelo Carbone con la Supercoppa UEFA 1990.

In Coppa Italia il Milan elimina la Triestina nei sedicesimi di finale (1-0 e 1-1), il Lecce negli ottavi (3-0 e 2-2) e il Bari nei quarti (0-1 e 0-0). In semifinale si trova opposto alla Roma che, dopo il pareggio a reti inviolate del Meazza, batte ed elimina il Milan grazie all'1-0 ottenuto all'Olimpico (autogol di Marco van Basten).
In Coppa dei Campioni il Milan, campione in carica, non disputa il primo turno ma entra nella competizione negli ottavi di finale, dove affronta i belgi del Club Bruges. I rossoneri passano il turno pareggiando 0-0 a Milano e vincendo 1-0 a Bruges, grazie a una rete di Angelo Carbone. Nei quarti di finale la squadra milanese viene eliminata dall'Olympique Marsiglia che, dopo il pareggio per 1-1 a Meazza, vince a tavolino la gara di ritorno al Vélodrome di Marsiglia per 3-0. Il risultato a tavolino in favore dei marsigliesi, che già vincevano l'incontro per 1-0, viene deciso dalla UEFA a seguito del rifiuto dei rossoneri di continuare la gara dopo il momentaneo spegnimento di uno dei riflettori dello stadio. l'amministratore delegato Adriano Galliani fa uscire i giocatori dal campo in segno di protesta, motivando il gesto con l'impossibilità, a sua detta, di continuare a giocare per via della scarsa visibilità. Malgrado la funzionalità del riflettore sia poi ripristinata, il Milan non torna in campo. Per questo episodio il Milan viene poi squalificato per un anno dalle competizioni europee.
Dopo quattro stagioni di successi, Arrigo Sacchi lascia la panchina del Milan per diventare Commissario tecnico della Nazionale italiana.

## Divise e sponsor
Lo sponsor tecnico per la stagione 1990-1991 è Adidas, mentre lo sponsor ufficiale è Mediolanum. La divisa è una maglia a strisce verticali della stessa dimensione, rosse e nere, con pantaloncini e calzettoni bianchi. La divisa di riserva è una maglia bianca con una striscia rossa orizzontale sotto la quale vi è un'altra striscia più sottile nera con pantaloncini e calzettoni bianchi.
| Casa | Trasferta | 1ª portiere | 2ª portiere | 3ª portiere |

## Organigramma societario
Area direttiva
- Presidente: Silvio Berlusconi
- Amministratore delegato: Adriano Galliani[16]
- Direttore sportivo: Ariedo Braida

Area organizzativa
- Direttore organizzativo: Paolo Taveggia
- Team manager: Silvano Ramaccioni
- Responsabile ufficio stampa: Guido Susini
- Segretaria: Rina Barbara Ercoli

Area tecnica
- Allenatore: Arrigo Sacchi
- Allenatore in seconda: Italo Galbiati
- Preparatori dei portieri: Pietro Carmignani
- Preparatore atletico: Vincenzo Pincolini

Area sanitaria
- Responsabile settore sanitaro: Rodolfo Tavana
- Medico sociale: Giovanni Battista Monti
- Massaggiatore: Pier Angelo Pagani

## Rosa
| N. |                   | Ruolo | Calciatore                     |
| -- | ----------------- | ----- | ------------------------------ |
|    | Italia (bandiera) | P     | Andrea Pazzagli                |
|    | Italia (bandiera) | P     | Sebastiano Rossi               |
|    | Italia (bandiera) | P     | Massimo Taibi                  |
|    | Italia (bandiera) | D     | Roberto Bandirali              |
|    | Italia (bandiera) | D     | Franco Baresi (capitano)       |
|    | Italia (bandiera) | D     | Stefano Carobbi                |
|    | Italia (bandiera) | D     | Davide Corti                   |
|    | Italia (bandiera) | D     | Alessandro Costacurta          |
|    | Italia (bandiera) | D     | Giandomenico Costi             |
|    | Italia (bandiera) | D     | Filippo Galli                  |
|    | Italia (bandiera) | D     | Paolo Maldini                  |
|    | Italia (bandiera) | D     | Stefano Nava                   |
|    | Italia (bandiera) | D     | Mauro Tassotti (vice capitano) |
|    | Italia (bandiera) | C     | Demetrio Albertini             |

| N. |                        | Ruolo | Calciatore        |
| -- | ---------------------- | ----- | ----------------- |
|    | Italia (bandiera)      | C     | Carlo Ancelotti   |
|    | Italia (bandiera)      | C     | Angelo Carbone    |
|    | Italia (bandiera)      | C     | Roberto Donadoni  |
|    | Italia (bandiera)      | C     | Alberico Evani    |
|    | Italia (bandiera)      | C     | Gianluca Gaudenzi |
|    | Paesi Bassi (bandiera) | C     | Ruud Gullit       |
|    | Paesi Bassi (bandiera) | C     | Frank Rijkaard    |
|    | Italia (bandiera)      | C     | Stefano Salvatori |
|    | Italia (bandiera)      | C     | Giovanni Stroppa  |
|    | Italia (bandiera)      | A     | Massimo Agostini  |
|    | Italia (bandiera)      | A     | Costantino Borneo |
|    | Italia (bandiera)      | A     | Daniele Massaro   |
|    | Italia (bandiera)      | A     | Marco Simone      |
|    | Paesi Bassi (bandiera) | A     | Marco van Basten  |

## Calciomercato

### Sessione estiva
| Acquisti | Acquisti           | Acquisti | Acquisti      |
| R.       | Nome               | da       | Modalità      |
| -------- | ------------------ | -------- | ------------- |
| P        | Sebastiano Rossi   | Cesena   | definitivo    |
| P        | Massimo Taibi      | Trento   | definitivo    |
| D        | Giandomenico Costi | Modena   | definitivo    |
| D        | Roberto Lorenzini  | Como     | fine prestito |
| D        | Stefano Nava       | Reggiana | definitivo    |
| C        | Angelo Carbone     | Bari     | definitivo    |
| C        | Gianluca Gaudenzi  | Verona   | definitivo    |
| A        | Massimo Agostini   | Cesena   | definitivo    |

| Cessioni | Cessioni              | Cessioni   | Cessioni   |
| R.       | Nome                  | a          | Modalità   |
| -------- | --------------------- | ---------- | ---------- |
| P        | Francesco Antonioli   | Cesena     | prestito   |
| P        | Giovanni Galli        | Napoli     | definitivo |
| D        | Roberto Lorenzini     | Ancona     | prestito   |
| D        | Marco Pullo           | Pisa       | definitivo |
| D        | Rufo Emiliano Verga   | Bologna    | definitivo |
| C        | Angelo Colombo        | Bari       | definitivo |
| C        | Diego Fuser           | Fiorentina | prestito   |
| C        | Christian Lantignotti | Reggiana   | definitivo |
| A        | Stefano Borgonovo     | Fiorentina | definitivo |

### Sessione autunnale
| Acquisti | Acquisti            | Acquisti | Acquisti      |
| R.       | Nome                | da       | Modalità      |
| -------- | ------------------- | -------- | ------------- |
| P        | Francesco Antonioli | Cesena   | fine prestito |

| Cessioni | Cessioni            | Cessioni   | Cessioni   |
| R.       | Nome                | a          | Modalità   |
| -------- | ------------------- | ---------- | ---------- |
| P        | Francesco Antonioli | Modena     | prestito   |
| C        | Demetrio Albertini  | Padova     | prestito   |
| C        | Stefano Salvatori   | Fiorentina | definitivo |

## Risultati

### Serie A

#### Girone di andata
| Arbitro: | Pezzella (Frattamaggiore) |

|              |           |  |
| Agostini 72’ | Marcatori |  |

| Arbitro: | D'Elia (Salerno) |

|  |           |                |
|  | Marcatori | 90’ van Basten |

| Arbitro: | Sguizzato (Verona) |

|                            |           |           |
| van Basten 29’ Massaro 64’ | Marcatori | 60’ Fuser |

| Arbitro: | Pairetto (Nichelino) |

|            |           |           |
| Riedle 54’ | Marcatori | 89’ Evani |

| Arbitro: | Ceccarini (Livorno) |

|                           |           |  |
| van Basten 4’, 41’ (rig.) | Marcatori |  |

| Arbitro: | Longhi (Roma) |

|                     |           |            |
| Maradona 83’ (rig.) | Marcatori | 88’ Gullit |

| Arbitro: | Amendolia (Messina) |

|  |           |            |
|  | Marcatori | 68’ Cerezo |

| Arbitro: | Beschin (Legnago) |

|  |           |                            |
|  | Marcatori | 25’ van Basten 76’ Massaro |

| Arbitro: | D'Elia (Salerno) |

|  |           |           |
|  | Marcatori | 85’ Berti |

| Arbitro: | Lanese (Messina) |

|             |           |             |
| Lentini 31’ | Marcatori | 90’ Maldini |

| Arbitro: | Di Cola (Avezzano) |

|              |           |  |
| Rijkaard 85’ | Marcatori |  |

| Arbitro: | Cinciripini (Ascoli Piceno) |

|             |           |  |
| Massaro 20’ | Marcatori |  |

| Roma 16 dicembre 1990 13ª giornata | Roma                | 0 – 0 referto | Milan | Stadio Olimpico (59 212 spett.)\| Arbitro: \| Amendolia (Messina) \| |
| Arbitro:                           | Amendolia (Messina) |               |       |                                                                      |

| Arbitro: | Beschin (Legnago) |

|                          |           |  |
| Ancelotti 46’ Gullit 55’ | Marcatori |  |

| Arbitro: | Coppetelli (Tivoli) |

|                |           |           |
| Türkyılmaz 35’ | Marcatori | 8’ Gullit |

| Arbitro: | Trentalange (Torino) |

|                                |           |  |
| Gullit 30’ Brambati 58’ (aut.) | Marcatori |  |

| Arbitro: | Sguizzato (Verona) |

|               |           |  |
| Melli 6’, 34’ | Marcatori |  |

#### Girone di ritorno
| Arbitro: | Pezzella (Frattamaggiore) |

|                     |           |             |
| Aguilera 73’ (rig.) | Marcatori | 57’ Massaro |

| Arbitro: | Merlino (Torre del Greco) |

|                                  |           |  |
| Massaro 2’ van Basten 53’ (rig.) | Marcatori |  |

| Firenze 10 febbraio 1991 20ª giornata | Fiorentina       | 0 – 0 referto | Milan | Stadio Comunale (34 835 spett.)\| Arbitro: \| Baldas (Trieste) \| |
| Arbitro:                              | Baldas (Trieste) |               |       |                                                                   |

| Arbitro: | Stafoggia (Pesaro) |

|                                       |           |             |
| van Basten 44’ Gullit 46’ Massaro 51’ | Marcatori | 62’ Troglio |

| Arbitro: | Trentalange (Torino) |

|              |           |             |
| Matteoli 62’ | Marcatori | 29’ Maldini |

| Arbitro: | Coppetelli (Tivoli) |

|                                                         |           |                |
| Ferrara 21’ (aut.) Gullit 41’ Rijkaard 57’ Donadoni 67’ | Marcatori | 73’ Incocciati |

| Arbitro: | D'Elia (Salerno) |

|                               |           |  |
| Vialli 52’ (rig.) Mancini 70’ | Marcatori |  |

| Arbitro: | Luci (Firenze) |

|  |           |           |
|  | Marcatori | 50’ Evair |

| Arbitro: | Pezzella (Frattamaggiore) |

|  |           |                |
|  | Marcatori | 74’ van Basten |

| Arbitro: | Coppetelli (Tivoli) |

|                    |           |  |
| Cravero 59’ (aut.) | Marcatori |  |

| Arbitro: | Baldas (Trieste) |

|  |           |                                    |
|  | Marcatori | 38’ Simone 71’ Donadoni 90’ Gullit |

| Arbitro: | Beschin (Legnago) |

|  |           |             |
|  | Marcatori | 66’ Maldini |

| Arbitro: | Sguizzato (Verona) |

|              |           |                |
| Agostini 90’ | Marcatori | 87’ Rizzitelli |

| Arbitro: | Luci (Firenze) |

|  |           |                                 |
|  | Marcatori | 3’ Simone 13’ Maldini 78’ Evani |

| Arbitro: | Nicchi (Arezzo) |

|                                                                   |           |  |
| van Basten 17’, 64’ (rig.), 72’ Evani 55’ Simone 58’ Rijkaard 90’ | Marcatori |  |

| Arbitro: | Amendolia (Messina) |

|                    |           |            |
| João Paulo 4’, 65’ | Marcatori | 53’ Simone |

| Milano 26 maggio 1991 34ª giornata | Milan            | 0 – 0 referto | Parma | Stadio Giuseppe Meazza (83 520 spett.)\| Arbitro: \| Baldas (Trieste) \| |
| Arbitro:                           | Baldas (Trieste) |               |       |                                                                          |

### Coppa Italia

#### Turni preliminari
| Arbitro: | Quartuccio (Torre Annunziata) |

|                     |           |  |
| Agostini 10’ (rig.) | Marcatori |  |

| Arbitro: | Longhi (Roma) |

|            |           |            |
| Romano 17’ | Marcatori | 76’ Simone |

#### Fase finale
| Arbitro: | Pezzella (Frattamaggiore) |

|                                             |           |  |
| Ferri 52’ (aut.) Salvatori 83’ Agostini 90’ | Marcatori |  |

| Arbitro: | Felicani (Bologna) |

|                          |           |                       |
| D'Onofrio 21’ Monaco 81’ | Marcatori | 9’ Massaro 63’ Borneo |

| Arbitro: | Lanese (Messina) |

|  |           |            |
|  | Marcatori | 77’ Simone |

| Milano 20 febbraio 1991 Quarti di finale - Ritorno | Milan          | 0 – 0 referto | Bari | Stadio Giuseppe Meazza (3 749 spett.)\| Arbitro: \| Luci (Firenze) \| |
| Arbitro:                                           | Luci (Firenze) |               |      |                                                                       |

| Milano 13 marzo 1991 Semifinale - Andata | Milan            | 0 – 0 referto | Roma | Stadio Giuseppe Meazza (8 689 spett.)\| Arbitro: \| Baldas (Trieste) \| |
| Arbitro:                                 | Baldas (Trieste) |               |      |                                                                         |

| Arbitro: | D'Elia (Salerno) |

|                       |           |  |
| van Basten 24’ (aut.) | Marcatori |  |

### Coppa dei Campioni
| Milano 24 ottobre 1990 Ottavi di finale - Andata | Milan      | 0 – 0 referto | Club Bruges | Stadio Giuseppe Meazza (71 307 spett.)\| Arbitro: \| Forstinger \| |
| Arbitro:                                         | Forstinger |               |             |                                                                    |

| Arbitro: | Syme |

|  |           |             |
|  | Marcatori | 47’ Carbone |

| Arbitro: | Galler |

|            |           |           |
| Gullit 14’ | Marcatori | 27’ Papin |

| Arbitro: | Karlsson |

|            |           |  |
| Waddle 75’ | Marcatori |  |

Partita sospesa all'87' sul risultato di 1-0 per problemi all'impianto di illuminazione, risultato a tavolino deciso dalla UEFA a seguito del rifiuto del Milan di terminare la gara.

### Supercoppa UEFA
| Arbitro: | dos Santos |

|                   |           |           |
| Mychajlyčenko 31’ | Marcatori | 39’ Evani |

| Arbitro: | Petrović |

|                         |           |  |
| Gullit 44’ Rijkaard 76’ | Marcatori |  |

### Coppa Intercontinentale
| Arbitro: | Wright |

|                               |           |  |
| Rijkaard 43’, 65’ Stroppa 62’ | Marcatori |  |

## Statistiche

### Statistiche di squadra
| Competizione            | Punti | In casa | In casa | In casa | In casa | In casa | In casa | In trasferta | In trasferta | In trasferta | In trasferta | In trasferta | In trasferta | Totale | Totale | Totale | Totale | Totale | Totale | DR  |
| Competizione            | Punti | G       | V       | N       | P       | Gf      | Gs      | G            | V            | N            | P            | Gf           | Gs           | G      | V      | N      | P      | Gf     | Gs     | DR  |
| ----------------------- | ----- | ------- | ------- | ------- | ------- | ------- | ------- | ------------ | ------------ | ------------ | ------------ | ------------ | ------------ | ------ | ------ | ------ | ------ | ------ | ------ | --- |
| Serie A                 | 46    | 17      | 12      | 2       | 3       | 28      | 7       | 17           | 6            | 8            | 3            | 18           | 12           | 34     | 18     | 10     | 6      | 46     | 19     | +27 |
| Coppa Italia            | -     | 4       | 2       | 2       | 0       | 4       | 0       | 4            | 1            | 2            | 1            | 4            | 4            | 8      | 3      | 4      | 1      | 8      | 4      | +4  |
| Coppa dei Campioni      | -     | 2       | 0       | 2       | 0       | 1       | 1       | 2            | 1            | 0            | 1            | 1            | 3            | 4      | 1      | 2      | 1      | 2      | 4      | -2  |
| Supercoppa UEFA         | -     | 1       | 1       | 0       | 0       | 2       | 0       | 1            | 0            | 1            | 0            | 1            | 1            | 2      | 1      | 1      | 0      | 3      | 1      | +2  |
| Coppa Intercontinentale | -     | -       | -       | -       | -       | -       | -       | -            | -            | -            | -            | -            | -            | 1      | 1      | 0      | 0      | 3      | 0      | +3  |
| Totale                  | -     | 24      | 15      | 6       | 3       | 35      | 8       | 24           | 8            | 11           | 5            | 24           | 20           | 49     | 24     | 17     | 8      | 62     | 28     | +34 |

### Statistiche dei giocatori
Sono in corsivo i calciatori che hanno lasciato la società durante la stagione.
| Giocatore     | Serie A  | Serie A | Serie A     | Serie A    | Coppa Italia | Coppa Italia | Coppa Italia | Coppa Italia | Coppa dei Campioni | Coppa dei Campioni | Coppa dei Campioni | Coppa dei Campioni | Supercoppa UEFA + Coppa Intercontinentale | Supercoppa UEFA + Coppa Intercontinentale | Supercoppa UEFA + Coppa Intercontinentale | Supercoppa UEFA + Coppa Intercontinentale | Totale   | Totale | Totale      | Totale     |
| Giocatore     | Presenze | Reti    | Ammonizioni | Espulsioni | Presenze     | Reti         | Ammonizioni  | Espulsioni   | Presenze           | Reti               | Ammonizioni        | Espulsioni         | Presenze                                  | Reti                                      | Ammonizioni                               | Espulsioni                                | Presenze | Reti   | Ammonizioni | Espulsioni |
| ------------- | -------- | ------- | ----------- | ---------- | ------------ | ------------ | ------------ | ------------ | ------------------ | ------------------ | ------------------ | ------------------ | ----------------------------------------- | ----------------------------------------- | ----------------------------------------- | ----------------------------------------- | -------- | ------ | ----------- | ---------- |
| M. Agostini   | 15       | 2       | 0           | 0          | 8            | 2            | 0            | 0            | 1                  | 0                  | 0                  | 0                  | 1+0                                       | 0                                         | 0                                         | 0                                         | 25       | 4      | 0           | 0          |
| D. Albertini  | 0        | 0       | 0           | 0          | 2            | 0            | 1            | 0            | 0                  | 0                  | 0                  | 0                  | 0                                         | 0                                         | 0                                         | 0                                         | 2        | 0      | 1           | 0          |
| C. Ancelotti  | 21       | 1       | 5           | 0          | 4            | 0            | 1            | 0            | 4                  | 0                  | 2                  | 0                  | 2+0                                       | 0                                         | 0                                         | 0                                         | 31       | 1      | 8           | 0          |
| R. Bandirali  | 0        | 0       | 0           | 0          | 1            | 0            | 0            | 0            | 0                  | 0                  | 0                  | 0                  | 0                                         | 0                                         | 0                                         | 0                                         | 1        | 0      | 0           | 0          |
| F. Baresi     | 31       | 0       | 3           | 0          | 1            | 0            | 1            | 0            | 3                  | 0                  | 1                  | 0                  | 2+1                                       | 0                                         | 0                                         | 0                                         | 38       | 0      | 5           | 0          |
| C. Borneo     | 0        | 0       | 0           | 0          | 1            | 1            | 0            | 0            | 0                  | 0                  | 0                  | 0                  | 0                                         | 0                                         | 0                                         | 0                                         | 1        | 1      | 0           | 0          |
| A. Carbone    | 21       | 0       | 5           | 0          | 2            | 0            | 0            | 0            | 2                  | 1                  | 0                  | 0                  | 1+1                                       | 0                                         | 0                                         | 0                                         | 27       | 1      | 5           | 0          |
| S. Carobbi    | 9        | 0       | 1           | 0          | 7            | 0            | 0            | 0            | 0                  | 0                  | 0                  | 0                  | 0                                         | 0                                         | 0                                         | 0                                         | 16       | 0      | 1           | 0          |
| D. Corti      | 0        | 0       | 0           | 0          | 1            | 0            | 0            | 0            | 0                  | 0                  | 0                  | 0                  | 0                                         | 0                                         | 0                                         | 0                                         | 1        | 0      | 0           | 0          |
| A. Costacurta | 25       | 0       | 4           | 0          | 3            | 0            | 0            | 1            | 4                  | 0                  | 1                  | 0                  | 2+1                                       | 0                                         | 0                                         | 0                                         | 35       | 0      | 5           | 1          |
| G. Costi      | 2        | 0       | 0           | 0          | 7            | 0            | 0            | 0            | 0                  | 0                  | 0                  | 0                  | 0                                         | 0                                         | 0                                         | 0                                         | 9        | 0      | 0           | 0          |
| R. Donadoni   | 26       | 2       | 3           | 0          | 1            | 0            | 0            | 0            | 3                  | 0                  | 0                  | 0                  | 2+1                                       | 0                                         | 0                                         | 0                                         | 33       | 2      | 3           | 0          |
| A. Evani      | 24       | 3       | 0           | 0          | 2            | 0            | 0            | 0            | 4                  | 0                  | 1                  | 0                  | 2+0                                       | 1+0                                       | 0                                         | 0                                         | 32       | 4      | 1           | 0          |
| F. Galli      | 20       | 0       | 2           | 0          | 6            | 0            | 1            | 1            | 1                  | 0                  | 0                  | 0                  | 2+1                                       | 0                                         | 0                                         | 0                                         | 30       | 0      | 3           | 1          |
| G. Gaudenzi   | 12       | 0       | 2           | 0          | 6            | 0            | 1            | 0            | 2                  | 0                  | 0                  | 0                  | 1+1                                       | 0                                         | 0                                         | 0                                         | 22       | 0      | 3           | 0          |
| R. Gullit     | 26       | 7       | 2           | 0          | 1            | 0            | 0            | 0            | 4                  | 1                  | 0                  | 0                  | 2+1                                       | 1+0                                       | 0                                         | 0                                         | 34       | 9      | 2           | 0          |
| P. Maldini    | 26       | 4       | 3           | 0          | 3            | 0            | 0            | 0            | 4                  | 0                  | 0                  | 0                  | 1+1                                       | 0                                         | 0                                         | 0                                         | 35       | 4      | 3           | 0          |
| D. Massaro    | 21       | 6       | 1           | 0          | 6            | 1            | 0            | 0            | 4                  | 0                  | 0                  | 0                  | 1+0                                       | 0                                         | 1+0                                       | 0                                         | 32       | 7      | 2           | 0          |
| S. Nava       | 2        | 0       | 0           | 0          | 7            | 0            | 1            | 0            | 0                  | 0                  | 0                  | 0                  | 0                                         | 0                                         | 0                                         | 0                                         | 9        | 0      | 1           | 0          |
| A. Pazzagli   | 25       | -16     | 1           | 0          | 0            | -0           | 0            | 0            | 3                  | -1                 | 0                  | 0                  | 2+1                                       | -1+-0                                     | 0                                         | 0                                         | 31       | -18    | 1           | 0          |
| F. Rijkaard   | 30       | 3       | 1           | 0          | 2            | 0            | 0            | 0            | 4                  | 0                  | 0                  | 0                  | 2+1                                       | 1+2                                       | 0                                         | 0                                         | 39       | 6      | 1           | 0          |
| S. Rossi      | 9        | -3      | 1           | 0          | 8            | -4           | 0            | 0            | 1                  | -1                 | 0                  | 0                  | 0                                         | -0                                        | 0                                         | 0                                         | 18       | -8     | 1           | 0          |
| S. Salvatori  | 0        | 0       | 0           | 0          | 4            | 1            | 2            | 0            | 0                  | 0                  | 0                  | 0                  | 0                                         | 0                                         | 0                                         | 0                                         | 4        | 1      | 2           | 0          |
| M. Simone     | 14       | 4       | 1           | 0          | 6            | 2            | 0            | 0            | 2                  | 0                  | 0                  | 0                  | 0                                         | 0                                         | 0                                         | 0                                         | 22       | 6      | 1           | 0          |
| G. Stroppa    | 18       | 0       | 0           | 0          | 7            | 0            | 0            | 0            | 0                  | 0                  | 0                  | 0                  | 1+1                                       | 0+1                                       | 0                                         | 0                                         | 27       | 1      | 0           | 0          |
| M. Taibi      | 0        | -0      | 0           | 0          | 0            | -0           | 0            | 0            | 0                  | -0                 | 0                  | 0                  | 0                                         | -0                                        | 0                                         | 0                                         | 0        | -0     | 0           | 0          |
| M. Tassotti   | 28       | 0       | 7           | 0          | 2            | 0            | 0            | 0            | 4                  | 0                  | 1                  | 0                  | 2+1                                       | 0                                         | 0                                         | 0                                         | 37       | 0      | 8           | 0          |
| M. van Basten | 31       | 11      | 2           | 0          | 1            | 0            | 0            | 0            | 2                  | 0                  | 0                  | 1                  | 0+1                                       | 0                                         | 0                                         | 0                                         | 35       | 11     | 2           | 1          |